# 单瓣白木香
单瓣白木香（学名：Rosa banksiae var. normalis）为蔷薇科薔薇屬下的一个变种。

## 扩展阅读
- 維基物種上的相關：单瓣白木香